# Ministero degli affari esteri (Egitto)
Il Ministero degli affari esteri (in arabo وزارة الخارجية المصرية‎?) è il ministero della Repubblica Araba d'Egitto preposto al mantenimento delle relazioni diplomatiche dell'Egitto.
Il ministero è stato istituito il 15 marzo 1922, con il riconoscimento dell'indipendenza egiziana da parte della Gran Bretagna. Il ministro in carica è Sameh Shoukry.

## Ministri degli Affari Esteri
- 1922: Abdel Khalek Sarwat (I)
- 1922-1923: Mahmoud Fakhry
- 1923: Ahmed Heshmat
- 1923-1924: Mohamed Tawfik Refaat
- 1924: Wasef Boutros Ghali (I)
- 1924-1926: Ahmed Ziwar
- 1926-1927: Abdel Khalek Sarwat (II)
- 1927-1928: Murkos Hanna
- 1928: Wasef Boutros Ghali (II)
- 1928-1929: Hafez Afifi (I)
- 1929-1930: Ahmad Midhat Yeghen
- 1930: Wasef Boutros Ghali (III)
- 1930: Hafez Afifi (II)
- 1930-1933: Abdel Fattah Yahya Ibrahim (I)
- 1933: Nakhla George al-Motyei
- 1933: Salib Sami (I)
- 1933-1934: Abdel Fattah Yahya Ibrahim (II)
- 1934-1935: Kamel Ibrahim
- 1935-1936: Aziz Ezzat
- 1936: Ali Maher (I)
- 1936-1937: Wasef Boutros Ghali (IV)
- 1937-1939: Abdel Fattah Yahya Ibrahim (III)
- 1939-1940: Ali Maher (II)
- 1940: Hassan Sabry
- 1940-1941: Hussein Sirri (I)
- 1941-1942: Salib Sami (II)
- 1942-1944: Mustafa an-Nahhas
- 1944-1945: Mahmoud an-Nukrashi (I)
- 1945-1946: Abdel Hamid Badawi
- 1946: Ahmed Lutfi el-Sayed
- 1946: Ibrahim Abdel Hadi
- 1946-1947: Mahmoud an-Nukrashi (II)
- 1947-1948: Ahmed Mohamed Khashaba (I)
- 1948-1949: Ibrahim Dessouqy Abaza
- 1949: Ahmed Mohamed Khashaba (II)
- 1949-1950: Hussein Sirri (II)
- 1950-1952: Muhammad Salah al-Din
- 1952: Ali Maher (III)
- 1952: Abdel Khaliq Hassuna (I)
- 1952: Hussein Sirri (III)
- 1952: Abdel Khaliq Hassuna (II)
- 1952: Ali Maher (IV)
- 1952: Ahmed Mohamed Farag Tayei
- 1952-1964: Mahmoud Fawzi
- 1964-1972: Mahmoud Riad
- 1972: Mohammed Murad Ghaleb
- 1972-1973: Mohammed Hassan El-Zayyat
- 1973-1977: Ismail Fahmi
- 1977: Boutros Boutros-Ghali (I)
- 1977-1978: Muhammad Ibrahim Kamel
- 1978-1979: Boutros Boutros-Ghali (II)
- 1979-1980: Mustafa Khalil
- 1980-1984: Kamal Hassan Ali
- 1984-1991: Esmat Abdel Meguid
- 1991-2001: Amr Moussa
- 2001-2004: Ahmed Maher
- 2004-2011: Ahmed Aboul Gheit
- 2011: Nabil Elaraby
- 2011: Mohamed Orabi
- 2011-2013: Mohamed Kamel Amr
- 2013-2014: Nabil Fahmy
- 2014- in carica: Sameh Shoukry